# 阿列克谢·涅莫夫

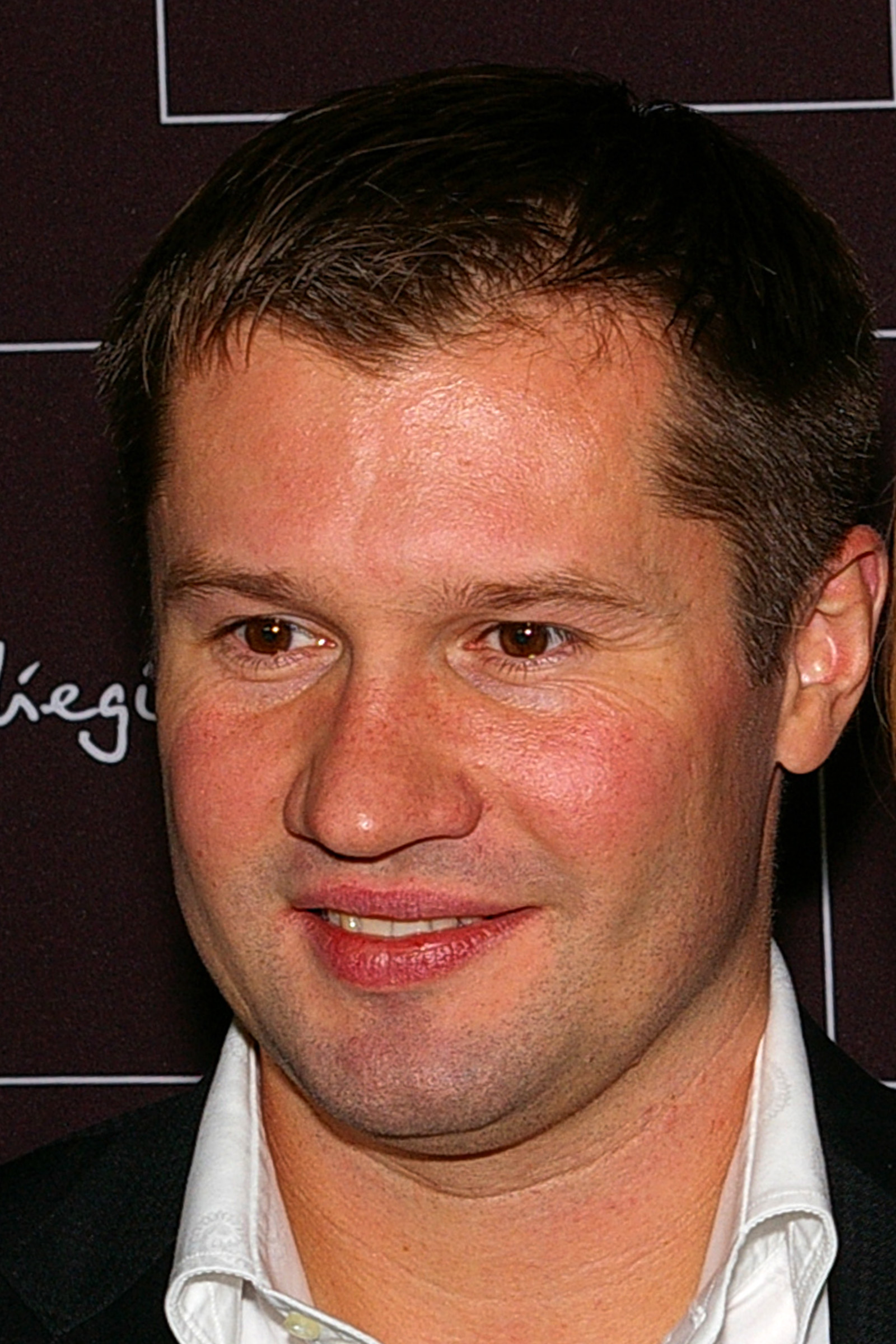

阿列克谢·尤里耶维奇·涅莫夫（俄语：Алексей Юрьевич Немов，1976年5月28日—），前俄罗斯体操运动员。他是俄罗斯最优秀的体操运动员之一，一共夺得12块奥运会奖牌，其中4块为金牌。涅莫夫的动作既有难度又有观赏性，因此深受观众喜爱。

## 运动经历
涅莫夫出生在伏尔加河畔的陶里亚蒂，5岁开始练习体操。
1993年，年仅17岁的涅莫夫出现在英国伯明翰市举行的第28届世界体操锦标赛上，获得自由体操第五名。第二年，他赢得了体操生涯中第一块大型比赛金牌，在圣彼得堡举行的友好运动会上获得全能金牌。他和同一时期的乌克兰女子体操运动员莉莉娅·波德克帕耶娃一起被认为是完美的世界级体操运动员：技术高超、气质优雅、风格独特。同年他还获得在布里斯班举行的第29届世界体操锦标赛双杠铜牌，并和队友配合摘得在多特蒙德举行的第30届世界体操锦标赛团体银牌。
1995年欧洲杯全能比赛决赛，涅莫夫前五个单项总分排名第一，其中三个单项获得了最高得分，最后一个单项是单杠，他只要得到8.75就可以获得金牌，然而他没有做两个主要的空翻动作，另一个空翻动作则撞到了器械上，没有完成整套动作，只得了7.35分，最后排名第九。
几个月后，第31届世界体操锦标赛在日本鯖江市举行，整个俄罗斯队表现低迷。预赛第一轮后排名仅为11位，最终夺得第4名。涅莫夫个人则获得跳马金牌。
1996年亚特兰大奥运会，涅莫夫迎来了职业生涯的第一个高峰。他一人夺得了6块奖牌，包括2块金牌、1块银牌和3块铜牌。他在个人全能比赛中和中国选手李小双展开激烈争夺，在强大的压力下，双杠都出现了一些小失误，使比赛更具悬念，涅莫夫在最后一个项目强项自由体操比赛最后落地的时候脚出了边界，惜败于李小双。
1996年奥运会后，李小双退役，而涅莫夫则转战各大国际比赛，并获得了一些不错的成绩。如第32届世界体操锦标赛跳马金牌、第33届世界体操锦标赛自由体操金牌、第34届世界体操锦标赛鞍马以及自由体操金牌。然而由于伤病的困扰以及密集比赛引起的疲惫，他在四年中没有夺得过一次全能冠军。
2000年，涅莫夫迎来了自己的第二个奥运会，他再一次让世界为他震惊，一个人夺得了6块奖牌，依旧是2块金牌、1块银牌和3块铜牌。而这一次，他以0.113分的微弱优势战胜中国选手杨威，如愿夺得了对于体操运动员来说含金量最重的个人全能金牌，也是他职业生涯中最重要的一块奖牌。
2000年后，涅莫夫状态开始下滑，在国际比赛中偶尔获得奖牌。但是他还是作为稳定军心的队员以28岁的体操“高龄”代表俄罗斯队参加了2004雅典奥运会，也是他最后的告别演出，这一次他再次获得了全世界的尊敬。在单杠单项决赛中，涅莫夫接连做出了直体特卡切夫、分体特卡切夫、京格尔空翻、团身后空翻2周等6个飘逸的空翻，只是落地时稍稍向前跨了一步，然而裁判却亮出了让全场哗然的9.725分。在场所有观众都站起来用巨大的嘘声质疑裁判对一位发挥优异的选手打分不公。比赛被迫中断，涅莫夫起身面对现场观众，挥手示谢，并伸出左手食指做出禁声的手势。10分钟后，裁判迫于压力，将涅莫夫的比分更改为9.762分。这是体操史的一个奇迹。最终涅莫夫还是仅得第五名，没有获得奖牌。但是他从来没有评批过裁判和当时的情形。俄罗斯奥委会在奥运后过后颁发给涅莫夫一枚象征性金牌，并奖励4万美元奖金。
涅莫夫退役后与太太加林娜及儿子一起居住在家乡陶里亚蒂。